# Oshri Cohen

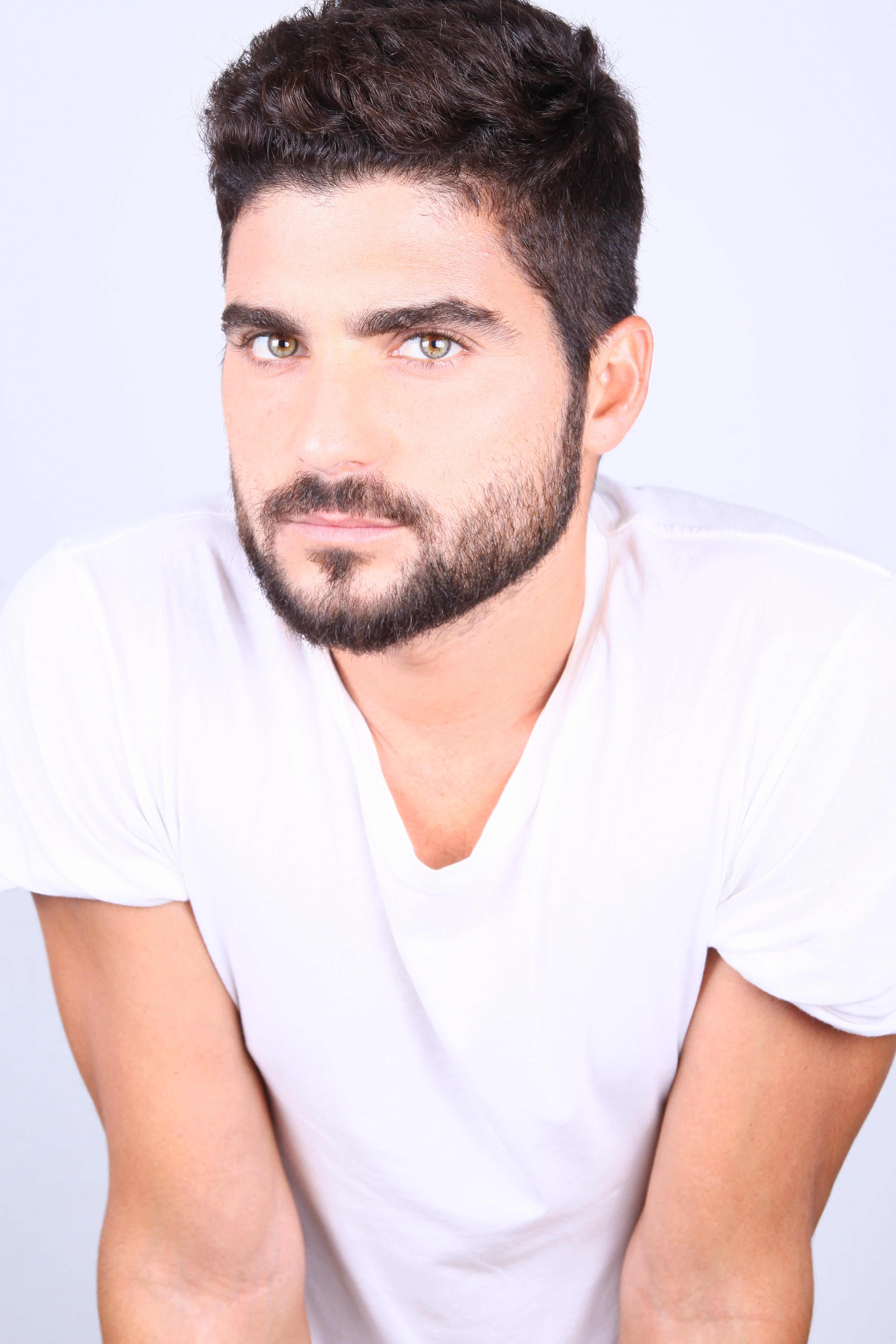
Oshri Cohen (2016)

Oshri Cohen (hebräisch אושרי כהן; * 11. Januar 1984 in Lod, Israel) ist ein israelischer Schauspieler.

## Leben
Oshri Cohen begann bereits im Alter von zehn Jahren mit der Schauspielerei. Er debütierte 1997 als Filmschauspieler in der israelischen Fernsehserie Merhav Yarkon. Er leistete seinen Wehrdienst bei den Israelischen Luftstreitkräften ab und wurde nach sechs Monaten entlassen. Anschließend setzte er seine Filmkarriere fort und drehte Filme wie Agora – Die Säulen des Himmels, Lebanon und Beaufort. Für letzteren und für Ha-Kochavim Shel Shlomi wurde er jeweils als Bester Hauptdarsteller für den israelischen Filmpreis Ophir Award nominiert. Eine weitere Nominierung als Nebendarsteller folgte 2008 für seine Darstellung in Los Islands.

## Filmografie (Auswahl)
- 1997: Merhav Yarkon (מרחב ירקון)
- 2003: Ha-Kochavim schel Schlomi
- 2007: Beaufort (בופור)
- 2008: Lost Islands
- 2009: Agora – Die Säulen des Himmels (Agora)
- 2009: Lebanon (לבנון)
- 2015: Homeland (Fernsehserie, Staffel 5)[2]
- 2018: McMafia (Fernsehserie)

## Auszeichnungen (Auswahl)
Ophir Award
- 2003: Nominierung als Bester Hauptdarsteller für Ha-Kochavim Shel Shlomi
- 2007: Nominierung als Bester Hauptdarsteller für Beaufort
- 2008: Nominierung als Bester Nebendarsteller für Lost Islands